# بول رايان
بول ريان (بالإنجليزية: Paul Ryan)، سياسي أمريكي والرئيس السابق لمجلس النواب الأمريكي ترأس لجنة الميزانية ولجنة الطرق والوسائل بمجلس النواب الأمريكي في الفترة بين 2011 -2015. كما أنه كان مرشح الحزب الجمهوري لمنصب نائب رئيس الولايات المتحدة الأمريكية في انتخابات 2012 مع شريكه ميت رومني مرشح الحزب لمنصب الرئيس وقتها.

## النشأة
ولد ونشأ «بول ريان» في مدينة جاينسفيل في ولاية ويسكونسون. ومن ثم انتقل في عام 1992 إلى العاصمة واشنطن دي سي وعمل هناك كمساعد للسناتور بوب كاستن في لجنة الأعمال الصغيرة بمجلس الشيوخ وفي عام 1998، بعد العودة إلى جاينسفيل فاز ريان في أول انتخاب له في مجلس النواب في سن 28.

## روابط خارجية
- بول رايان على موقع IMDb (الإنجليزية)
- بول رايان على موقع الموسوعة البريطانية (الإنجليزية)
- بول رايان على موقع مونزينجر (الألمانية)
- بول رايان على موقع ميوزك برينز (الإنجليزية)
- بول رايان على موقع إن إن دي بي (الإنجليزية)
- بول رايان على موقع قاعدة بيانات الفيلم (الإنجليزية)